# Liste der Biografien/Robr
Liste der Biografien |
Portal Biografien |
Personensuche
# |
A |
B |
C |
D |
E |
F |
G |
H |
I |
J |
K |
L |
M |
N |
O |
P |
Q |
R |
S |
T |
U |
V |
W |
X |
Y |
Z |
?
 
Ra |
Rb |
Rd |
Re |
Rh |
Ri |
Rj |
Rk |
Rl |
Rm |
Rn |
Ro |
Rr |
Rs |
Rt |
Ru |
Rv |
Rw |
Rx |
Ry |
Rz
 
Roa |
Rob |
Roc |
Rod |
Roe |
Rof |
Rog |
Roh |
Roi |
Roj |
Rok |
Rol |
Rom |
Ron |
Roo |
Rop |
Roq |
Ror |
Ros |
Rot |
Rou |
Rov |
Row |
Rox |
Roy |
Roz 
 
Roba |
Robb |
Robc |
Robe |
Robi |
Robk |
Robl |
Robm |
Robn |
Robo |
Robr |
Robs |
Robu |
Roby 
Die Liste der Biografien führt alle Personen auf, die in der deutschsprachigen Wikipedia einen Artikel haben. Dieses ist eine Teilliste mit 12 Einträgen von Personen, deren Namen mit den Buchstaben „Robr“ beginnt.

## Robr

### Robra
- Robra, Bernt-Peter (* 1950), deutscher Epidemiologe und Sozialmediziner
- Robra, Juliane (* 1983), Schweizer Judoka
- Robra, Martin (* 1954), evangelischer Theologe
- Robra, Rainer (* 1951), deutscher Jurist und Politiker (CDU)
- Robra, Wilhelm Karl (1876–1945), deutscher Bildhauer
- Robrahn, Karl Heinz (1913–1987), deutscher katholischer Lyriker
- Robrahn, Mikkel (* 1991), deutscher Autor und Podcaster

### Robre
- Robrecht, Carl (1888–1961), deutscher Musiker, Kapellmeister und Komponist
- Robrecht, Felix (* 1994), deutscher Fußballspieler
- Robredo, Leni (* 1964), philippinische Anwältin und Politikerin (Liberal)
- Robredo, Tommy (* 1982), spanischer TennisspielerTommy Robredo (* 1982)

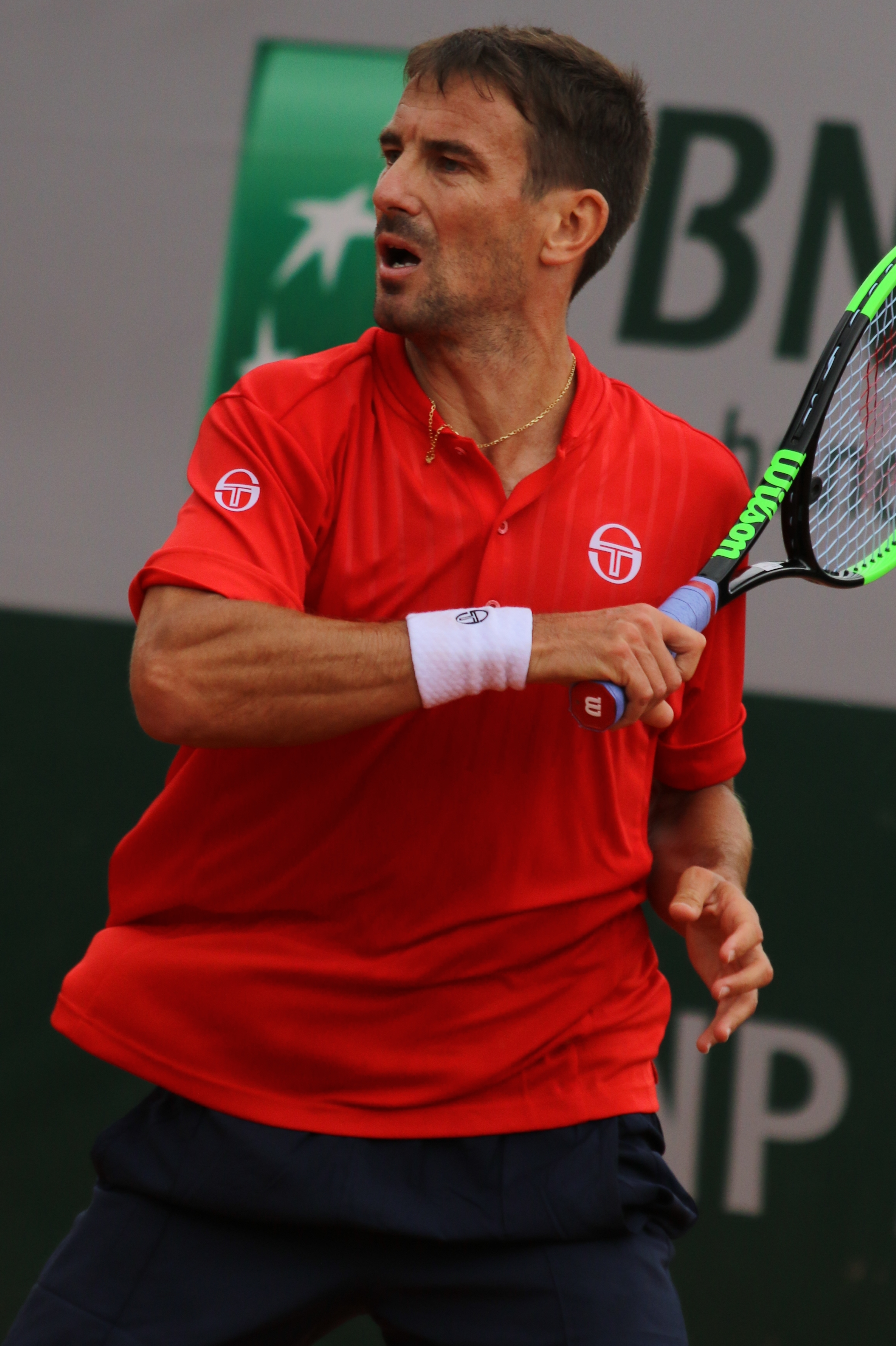
Tommy Robredo (* 1982)

### Robri
- Robrieux, Philippe (1936–2010), kommunistischer französischer Parteifunktionär und Historiker